# Bennington (Vermont)
Bennington è un comune degli Stati Uniti d'America, nella contea di Bennington, nello Stato del Vermont. È, assieme a Manchester, uno dei due capoluoghi della contea stessa. Secondo il censimento del 2000 Bennington aveva una popolazione di 15 737 abitanti. È la più popolosa town (città di media grandezza ma inferiore alla city) del Vermont meridionale e la terza in tutto lo Stato, avendo meno abitanti di Essex e Colchester. Comprendendo anche le city Bennington è la sesta municipalità del Vermont. In città vi è il Bennington Battle Monument, la struttura più alta di tutto il Vermont.
Durante la guerra d'indipendenza si combatté a circa 15 chilometri dalla città la battaglia di Bennington, in cui gli inglesi di Baum, inviati nel Vermont da John Burgoyne per requisire viveri, furono attaccati e messi in rotta dalle forze statunitensi di Stark e Warner.

## Geografia fisica
Secondo lo United States Census Bureau la città occupa un'area di 110,1 km². Il 99,86 % (109,9 km²) è occupata da terreno mentre lo 0,14 % (0,2 km²) da acque.

## Amministrazione

### Gemellaggi
- Somotillo